# Seznam krajev Unescove svetovne dediščine v Sloveniji
Organizacija Združenih narodov za izobraževanje, znanost in kulturo (UNESCO) imenuje kraje svetovne dediščine, ki so pomembni kot naravna ali kulturna dediščina. Izbor krajev svetovne dediščine ureja Unescova konvencija iz leta 1972. Slovenija je po razglasitvi neodvisnosti samostojna podpisnica konvencije, ki jo je ratificirala 5. novembra 1992.
V letu 2021 je v Sloveniji pet lokacij svetovne dediščine, še štirje kandidati pa so na poskusnem seznamu. Prvi kraj v Sloveniji, ki je bil vpisan na seznam, so bile Škocjanske jame leta 1986. Po letu 2010 so bili vpisani še štirje kraji, večina v okviru mednarodnih nominacij. Leta 2011 so bila na seznam vpisana kolišča na Barju, v okviru Prazgodovinskih kolišč okoli Alp, 2012 je bila vpisana Idrija skupaj s španskim Almadénom, leta 2017 pa gozdna rezervata Krokar in Snežnik-Ždrocle, v okviru mednarodne nominacije Starodavni prvobitni bukovi gozdovi Karpatov in drugih delov Evrope. Škocjanske jame in gozdna rezervata spadajo med kraje naravne dediščine. Kolišča in Idrija sodijo v kulturno dediščino. Popolnoma samostojno je bila vpisana julija 2021 Plečnikova Ljubljana kot izjemna kulturna dediščina. UNESCO ima ob tem poseben seznam pomembne nesnovne kulturne dediščine sveta z več slovenskimi znamenitostmi in svoj seznam biosfernih območij. 

## Kraji svetovne dediščine
UNESCO opredeljuje deset kriterijev za uvrstitev na seznam svetovne dediščine. Vsak kraj mora ustrezati vsaj enemu kriteriju. Kriteriji od I do VI se nanašajo na kraje kulturne dediščine, od VII do x pa na naravno.
| Kraj                                                                  | Slika                 | Lokacija                                       | Leto uvrstitve na seznam | Unescova referenca in kriteriji | Opis |
| --------------------------------------------------------------------- | --------------------- | ---------------------------------------------- | ------------------------ | ------------------------------- | --- |
| Škocjanske jame                                                       | Škocjanske jame       | Škocjan (Občina Divača)                        | 1986                     | 390; vii, viii (naravna)        | Jamski sistem in okolica jam predstavljajo nekaj najbolj reprezentativnih kraških pojavov. V jamah se nahaja eden največjih podzemnih rečnih kanjonov. Območje je igralo tudi pomembno vlogo v razvoju krasoslovja. |
| Prazgodovinska kolišča okoli Alp*                                     | Kolišča v bližini Iga | Občina Ig                                      | 2011                     | 1363; iv, v (kulturna)          | Spomenik obsega prazgodovinska kolišča v šestih državah, poleg Slovenije še v Avstriji, Franciji, Nemčiji, Italiji in v Švici. Arheološka izkopavanja na območjih so omogočila vpogled v življenje prebivalcev v času mlajše kamene in bronaste dobe v regiji. V Sloveniji sta na seznamu dve kolišči v okolici Iga, severna in južna skupina. |
| Dediščina živega stebra. Almadén in Idrija*                           | Antonijev rov, Idrija | Idrija                                         | 2012                     | 1313; ii, iv (kulturna)         | Rudnik v Idriji je bil eden od dveh največjih rudnikov živega srebra na svetu. Živo srebro so tu odkrili leta 1490. V Idriji je ohranjena tehniška dediščina, povezana z rudnikom in pridobivanjem živega srebra, ki je bilo pomembno v trgovini med Evropo in Amerikami. Idrija je na seznam vpisana skupaj z rudnikom v španskem mestu Almadén. |
| Starodavni prvobitni bukovi gozdovi Karpatov in drugih delov Evrope*  | Pragozd Krokar        | Občine Kočevje, Ilirska Bistrica, Loška Dolina | 2017                     | 1133ter; ix (naravna)           | Ta mednarodni kraj svetovne dediščine, ki si ga s Slovenijo delijo Albanija, Avstrija, Belgija, Bolgarija, Hrvaška, Nemčija, Italija, Romunija, Slovaška, Španija in Ukrajina, obsega bukove gozdove, ki so se po Evropi ponovno razširili po zadnji ledeni dobi. V Sloveniji sta vpisana gozdna rezervata Krokar in Snežnik-Ždrocle. |
| Dela Jožeta Plečnika v Ljubljani – urbano oblikovanje po meri človeka | Tromostovje           | Ljubljana in Črna vas                          | 2021                     | iv (kulturna)                   | Nominacija obsega večino ključnih del Jožeta Plečnika v Ljubljani, ki ohranjajo svojo osnovno namembnost. To so: Cerkev sv. Mihaela na Barju, cerkev sv. Frančiška Asiškega v Šiški, vodna os mesta (nabrežje Ljubljanice z mostovi: Tromostovje, Čevljarski most; od Trnovskega pristana do Zapornice) in Trnovski most na Gradaščici, kopenska os (Trg francoske revolucije, Vegova ulica z Narodno in univerzitetno knjižnico, Kongresni trg s parkom Zvezda), ureditev arheološkega parka (JZ Rimski zid) in kompleks mesta mrtvih (Plečnikove Žale – vrt vseh svetih). |

## Poskusni seznam
Države podpisnice konvencije lahko kraje, ki bi jih želele vpisati na seznam svetovne dediščine, najprej uvrstijo na poskusni seznam. Leta 2020 je imela Slovenija na tem seznamu pet krajev.
| Kraj                                                       | Slika                    | Lokacija                                         | Leto uvrstitve na poskusni seznam | Unescovi kriteriji         | Opis |
| ---------------------------------------------------------- | ------------------------ | ------------------------------------------------ | --------------------------------- | -------------------------- | --- |
| Fužinske planine v Bohinju                                 | Fužina hills             | Stara Fužina in Studor v Bohinju (Občina Bohinj) | 1994                              | ii, v (kulturna)           | Fužinske planine je zaznamovalo planšarstvo, vsako pomlad pastirji vodijo živino na planine, jeseni pa se vrnejo v doline. Gorske kmetije so prilagojene na specifično okolje. |
| Partizanska bolnišnica Franja                              | Franja Partisan Hospital | Dolenji Novaki (Občina Cerkno)                   | 2000                              | i, iii, iv (kulturna)      | Partizanska bolnišnica je delovala med drugo svetovno vojno. Sprejela je lahko do 120 pacientov, v njej pa so zdravili vojake različnih narodnosti. Nikoli je niso odkrile sovražnikove sile. |
| Klasični kras                                              | Štanjel                  | Kras                                             | 2015                              | vii, viii, ix, x (naravno) | Kraška planota predstavlja območje, kjer so prvič znanstveno začeli opisovati kraške pojave. Je tudi pomembna biodiverzitetna točka. |
| Pot miru od Alp do Jadrana - Dediščina prve svetovne vojne | Solkanski most           | Gorenjska in Primorska                           | 2016                              | ii, vi (kulturna)          | Ta nominacija vsebuje spomenike, povezane s Soško fronto. Na seznamu so Ruska kapelica na Vršiču, vojaška pokopališča (Log pod Mangartom, Solkan, Štanjel, Gorjansko, Črniče) kostnici v Tolminu in Kobaridu, Cerkev sv. Duha na Javorci, zgodovinska območja v Zaprikaju, Mengorah, in na Sabotinu, vojaška kapela v Ladri in Bohinjska železnica. |